# 871 Amneris
Amneris (asteroide 871) é um asteroide da cintura principal, a 1,9558361 UA. Possui uma excentricidade de 0,1198784 e um período orbital de 1 209,96 dias (3,31 anos).
Amneris tem uma velocidade orbital média de 19,98010999 km/s e uma inclinação de 4,25166º.
Este asteroide foi descoberto em 14 de Maio de 1917 por Max Wolf.